# DVLA Summer Tour
Il Dove Volano Le Aquile Summer Tour è un tour estivo del rapper e produttore discografico italiano Luchè, a supporto del suo quinto album in studio, Dove volano le aquile.

## Scaletta
1. La Notte di San Lorenzo
2. Che Stai Dicenn (feat. Paky)
3. D1OS feat. Elisa
4. Slang
5. No Love (CoCo)
6. Liberami Da Te (feat. Etta)
7. Le Pietre Non Volano (feat. Marracash)
8. Qualcosa Di Grande (feat. Madame)
9. L’Ultima Volta
10. Ci Riuscirò Davvero (feat. Ernia)
11. Karma (feat. CoCo)
12. Password
13. Tutto Di Me
14. Si Vince Alla Fine
15. Over (feat. Geolier)
16. Dire La Mia
17. Addio (feat. Guè & Noyz Narcos)
18. Topless

## Date del tour
| Data           | Città        | Occasione          | Biglietti venduti |
| -------------- | ------------ | ------------------ | ----------------- |
| 17 luglio 2022 | Genova       | Balena Festival    |                   |
| 20 luglio 2022 | Catania      | Wave Summer Music  | 40.000            |
| 22 luglio 2022 | Cosenza      | Restartlivefest    |                   |
| 23 luglio 2022 | Vasto        | Aqualand del Vasto |                   |
| 25 luglio 2022 | Gallipoli    | Parco Gondar       | 3.000             |
| 12 agosto 2022 | Baia Domizia | Arena Dei Pini     | 4.500             |